# 東方の三博士

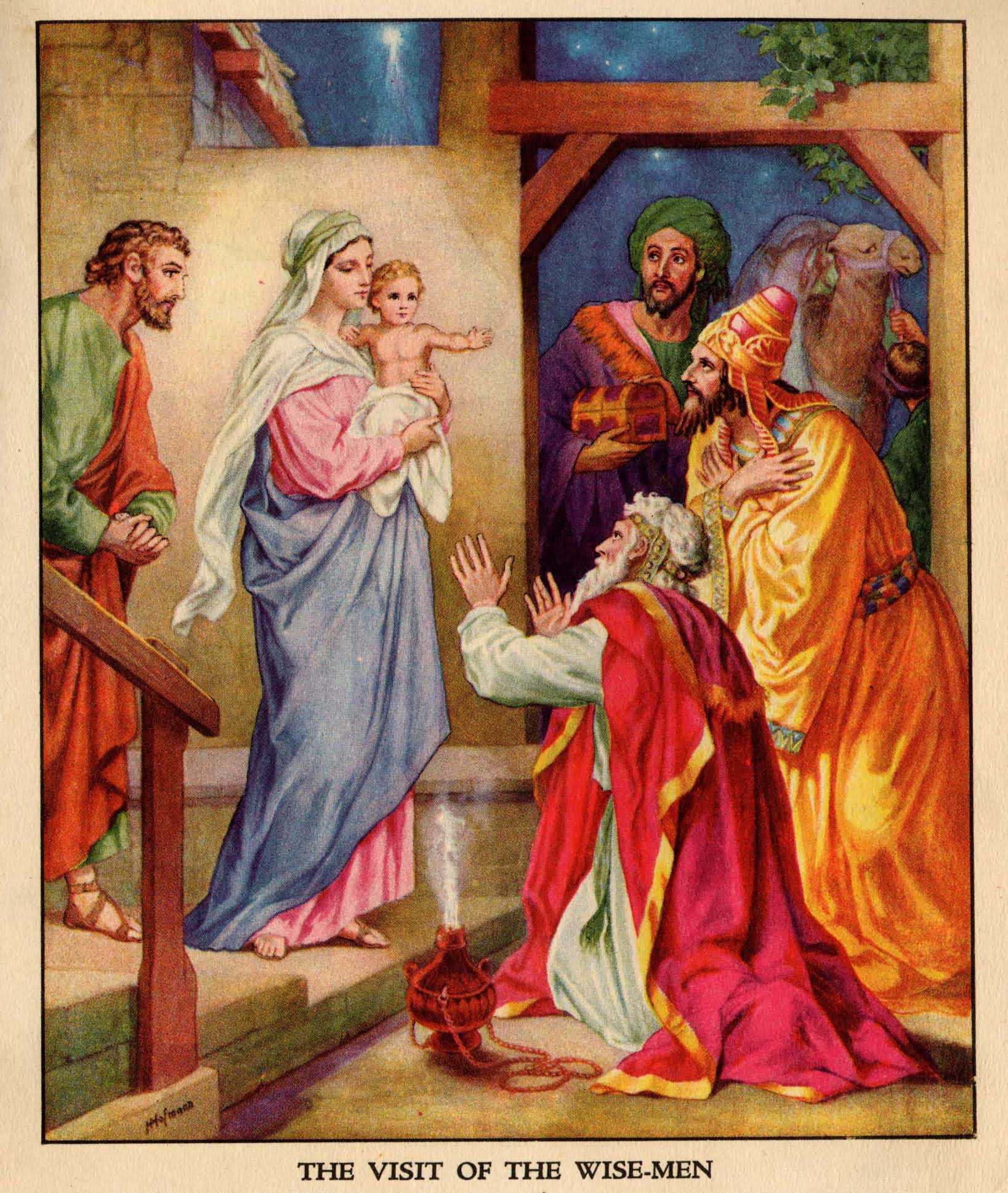
東方の三博士の来訪
(画)ハインリヒ・フェルディナント・ホフマン

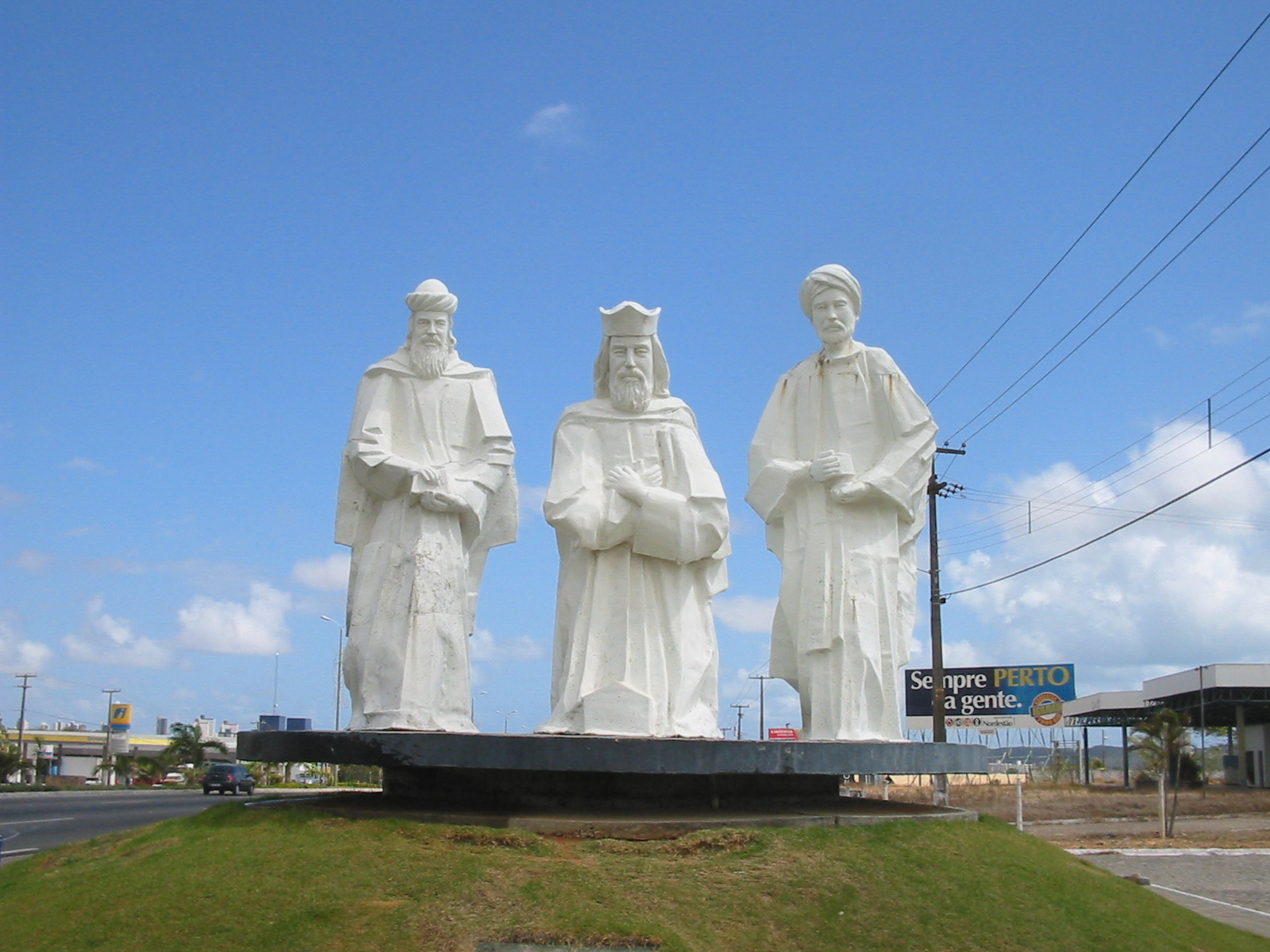
東方の三博士像（ブラジル・ナタール）

東方の三博士（とうほうのさんはかせ）とは、新約聖書に登場し、イエスの誕生時にやってきてこれを拝んだとされる人物。東方の三賢者（とうほうのさんけんじゃ）または東方の三賢人（とうほうのさんけんじん）という呼称も多い。

## 聖書の記述
『マタイによる福音書』2:1-13に博士たちについて記されているが、「占星術の学者たち（新共同訳聖書による。口語訳聖書、新改訳聖書では「博士たち」。岩波訳聖書では「占星学者たち」。原語では μάγοι マゴイ）が東の方から来た」としか書かれておらず、人数は明記されていない。東方で星を見た彼らは、ヘロデ大王に「ユダヤ人の王としてお生まれになった方は、どこにおられますか」と尋ねる。ヘロデ王は祭司長たちや律法学者たちを集めて問いただすと、彼らはそれがベツレヘムであることが預言書（ミカ書5章1節）に書かれていると答えた。
星が先立って進み、幼子のいる場所の上に止まる。博士たちは家に入り、母マリアと一緒にいた幼子イエスを見て拝み、乳香、没薬、黄金を贈り物としてささげた（この贈り物の数から「三人」とするのが定着した）。ヘロデは幼子を見つけたら、自分に知らせるようにと彼らに頼んでいた（未来の“ユダヤ人の王”を殺すつもりだった）が、彼らは夢のお告げを聞いてヘロデのもとを避けて、別の道を通って自分たちの国に帰った（これがヘロデによる幼児虐殺に繋がる）。
しかし、イエスの誕生時と幼少時を記述した、『ルカによる福音書』第2章には、東方の三博士は登場しない。

## 「博士」
- 「博士」あるいは「賢者」と訳される言葉はギリシア語で μάγοι（マゴイ、複数形）である。この語をラテン語化した形が magiである。英語のマジックの語源である。
- 原義はペルシアの宗教の中で祭司の職に就き、天文学ないし占星術に携わっていたメディアの一部族の名前である。そのことから古代では特に東方出身の天文学者、夢を解き明かす者、占い師がマギと呼ばれる[1]。その意味は次第に拡大され、ヘレニズム以来、その他にも東方の神学や哲学や自然科学の代表者たちをも言い表すようになった[2]。
- ゾロアスター教の神官との説もある。

## 「星」
- 東方の「星」についてはマタイが福音書の中で述べている[3]。「星」がイエスの誕生の物語で用いられたことについて、天文学の分野において、様々な見解がある。紀元前12年か11年にはハレー彗星が観測されている。また紀元7年か6年にユダヤ人の星である土星と王の星である木星がうお座で接近して輝いたという記録がある。さらに中国の天文学には、紀元前5年か4年に彗星が現れたという記録がある[4]。
- 天文学者のヨハネス・ケプラーは、星の記事が書かれた背景には土星と木星の接近という稀有な現象があったと指摘する[5]。
- この星を「シリウス」とする俗説もある。同じく、クリスマスツリーの天頂の星は、この「シリウス」とする俗説もある。

## 3つの贈り物の意味
- ヒエロニムスは、これを捧げられたイエスが王であり、神であり、さらに人間として死すべきものであることを示していると解釈した[6]。
- 占星術の学者たちの職業上の道具であったとも言われている[7]。
- 福音書記者が、古代東方で最も一般的な贈り物の名を単に述べているだけ、とも考えられる[8]。

## 3人の名

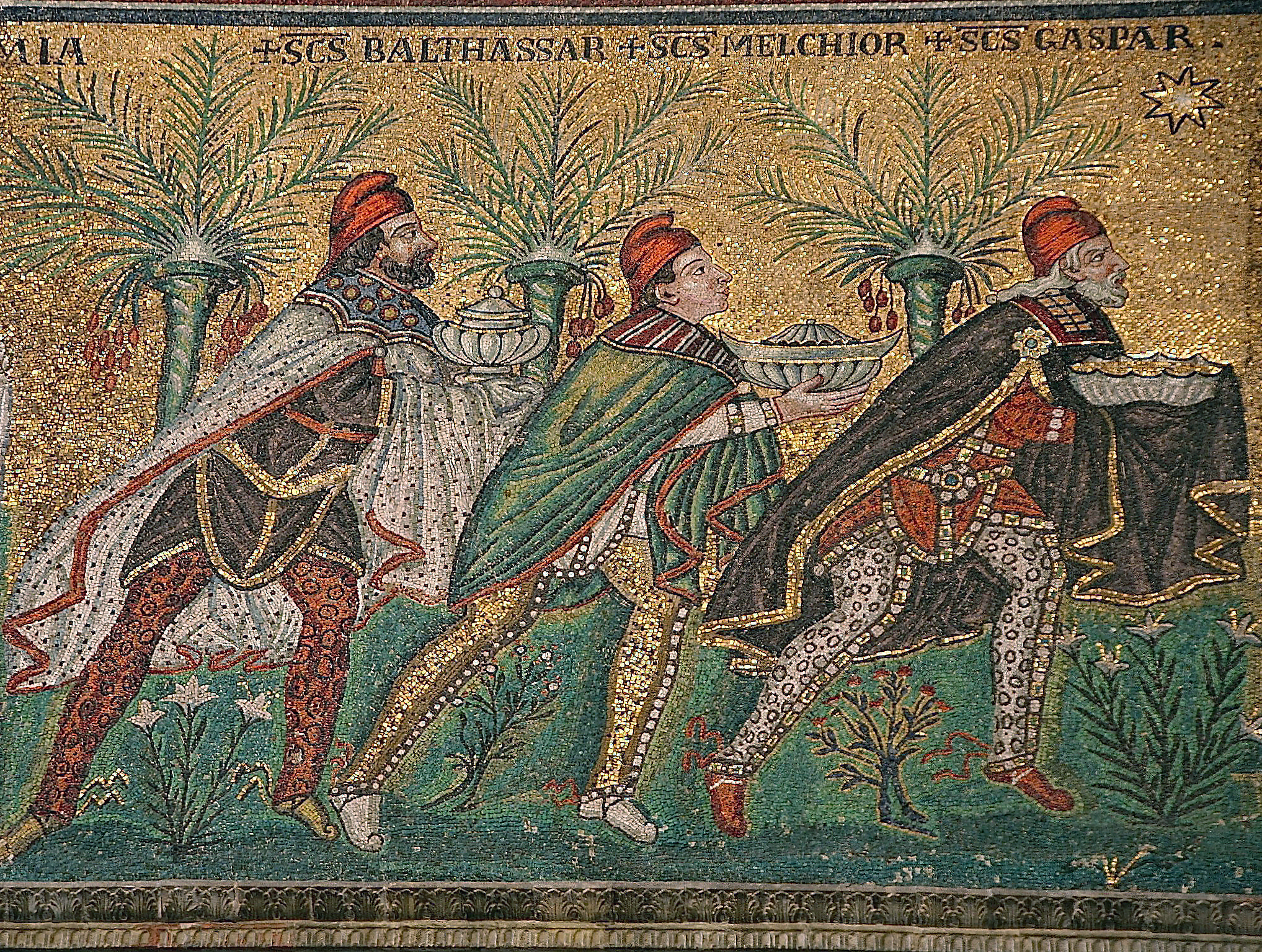
イタリア・ラヴェンナのサンタポリナーレ・ヌオヴォ聖堂にある、三博士のモザイク画(526年)。上にBALTHASSAR、MELCHIOR、GASPARと書かれている

三博士の名は、西洋では次のような名が当てられている。
- メルキオール Melchior
- バルタザール Balthasar
- カスパール Caspar

シリアのキリスト教会では、
- ラルヴァンダード Larvandad
- ホルミスダス Hormisdas
- グシュナサフ Gushnasaph

が対応しており、ペルシア起源を強くほのめかしているが（例：ホルミスダス＝アフラ・マズダー）、真偽は定かではない。
アルメニア正教会では
- カグファ Kagpha
- バダダハリダ Badadakharida
- バダディルマ Badadilma

エチオピア正教会では
- ホル Hor
- カルスダン Karsudan
- バサナテル Basanater

が対応する。

## 風習
- 三博士がイエスのもとにやってきたのは、比較的初期の時代には、マタイによる福音書2章16節に基づいて、誕生の2年後と思われていた。次第にアウグスティヌスの影響によって、誕生後の13日目というのが普及するに至った[2]。東方の三博士がイエスに会った日が公現節の起源である。
- キリスト教圏でクリスマスの季節になると飾られる馬小屋の模型（プレゼピオ）には、よく贈り物を携えた三博士の人形が飾られている。
- フランスで公現節に食べられる菓子ガレット・デ・ロワは「諸王（三博士のこと）のガレット」という意味である。
- ドイツのケルン大聖堂には、三博士のものとされる遺骨を納めた黄金の棺が安置されている。
- メキシコでは、東方の三博士の日（1月6日）に、フェーヴが入ったパンロスカ・デ・レジェスを食べる。
- スペインでは、サンタクロース（パパ・ヌエバ）の代わりに新年に子供たちに贈り物を届ける人物としてロス・レイエス・マゴス（東方の三賢人のこと）が信仰されている。
- 装飾写本の挿絵や絵画作品では、三博士のうち一人が黒人もしくはアラブ系として描かれることがある。

## 関連作品
- 「3人の王の行列」：フランス南部・プロヴァンス地方の民謡であり、「3人の王」とは東方の三博士のことである。さらにこれから派生した音楽作品として、フランスの作曲家ビゼーによる劇付随音楽「アルルの女」の1曲「ファランドール」があり、この曲によって元曲のメロディーは広く知られている。
- 『もう一人の博士』（The Other Wise Man、1896年） - ヘンリー・ヴァン・ダイクによる小説。三博士と同様にイエスに贈り物をしようとしたが、途中で人助けをしたためにイエスの誕生に間に合わなかった「もう一人の博士」アルタバンの生涯を描く。
- 三人の名付親 - ジョン・フォード監督による1948年の西部劇。
- 小説『ベン・ハー』の冒頭には、それぞれ別の地で神の啓示を受けた3人の人物の出会いが記されている[7]。
- ミシェル・トゥルニエの小説『オリエントの星の物語』（白水社）では、メロエ王ガスパール、バビロニア王バルタザール、パルミラ王メルキオールが、それぞれの事情から国を出てエルサレム近くでたまたま合流、生誕の夜の出来事を驢馬が語った後に、間に合わなかった四人目こと西インドの王子タオールの旅が物語られる。